# شهرستان مانترووز (کلرادو)
شهرستان مانترووز، کلرادو (به انگلیسی: Montrose County, Colorado) یک سکونتگاه مسکونی در ایالات متحده آمریکا است که در کلرادو واقع شده‌است.

## خصوصیات
شهرستان مانترووز ۵٬۸۰۹٫۳۸ کیلومترمربع مساحت دارد.